# Lu Hou
Lu Hou (241 a.C. - 180 a.C.) foi uma imperatriz chinesa que colocou no trono Shaodi Kong e Shaodi Hong, dois outros filhos de Gaodi com concubinas menores.